# Alberto Natusch Busch
Alberto Natusch Busch (Beni, 23 de maio de 1933 — Santa Cruz, 23 de novembro de 1994) foi um militar e político boliviano e presidente de seu país entre 1º de novembro de 1979 e 16 de novembro de 1979.

## Biografia
Graduou-se como oficial do Colégio Militar do Exército em dezembro de 1951. Entre 1963 e 1964 estudou na Escola de Armas e Infantaria de Montanha (na Alemanha Federal).
Ele foi professor no Colégio Militar e nas escolas de engenharia, armas e comando e estado-maior. Em 1966 foi comandante do Regimento de Infantaria da Montanha Andina Murillo. Entre 1968 e 1969 estudou na Escuela Superior de Guerra (em Buenos Aires). Em 1972 foi subchefe do Departamento de Operações do Estado-Maior do Exército. Em 1978 foi comandante do Colégio Militar do Exército.
Entre fevereiro de 1974 e julho de 1978, foi Ministro da Agricultura e Pecuária e dos Assuntos Camponeses e Agrícolas do Governo do General Hugo Banzer Suárez, e Presidente do Banco Agrícola. Ele ocupou esses cargos por quatro anos e cinco meses (ele é um dos ministros de estado mais antigos da história da Bolívia).
O 1 de novembro de 1979, com 46 anos e a gama de coronel, levou a cabo um sangrento golpe contra o presidente civil Wálter Guevara Arze, que tinha assumido temporariamente a presidência três meses antes do 8 de agosto de 1979, e assumiu a presidência. Ordenou o uso de armas militares - incluindo tanques de assalto e outras armas pesadas - contra civis, resultando na morte de cem pessoas e meio milhar feridos. Considerando o curto período de vigência (16 dias), o regime de Natusch Busch foi o mais sangrento da história da Bolívia. Apesar do terror que Natusch Busch instalou nas ruas, houve protestos massivos na Bolívia. Alberto Natusch afirmou que “foi enganado por políticos inescrupulosos”, que garantiram que se derrubasse Walter Guevara Arze teria o apoio dos partidos políticos, o que não aconteceu.
Por fim, o órfão apoio, renunciou em 15 de novembro de 1979, fugindo do Palácio do Governo em 16 de novembro de 1979, após apenas 16 dias. Em uma negociação com o Congresso, a única coisa que conseguiu foi não reeleger Walter Guevara Arze como presidente, a quem Natusch Busch acusou de querer entrar no poder (já que estava há 85 dias na presidência). O Parlamento então elegeu Lidia Gueiler Tejada como seu sucessor, que seria derrubado em 17 de de Julho de 1980 por outro golpe militar, desta vez liderado pelo general Luis García Meza Tejada (n. 1929), que transformaria a Bolívia em um paraíso do narcotráfico.
O 4 de agosto de 1981, Natusch Busch esteve junto com outro golpe militar contra Luis Garcia Meza Tejada, que estava totalmente desacreditado pela sangrenta repressão militar que estourou e corrupção ligada ao tráfico de drogas. Essa ação obrigou García Meza a renunciar à presidência, o que abriu caminho, um ano depois, para a recuperação da democracia.
Em 1982, Alberto Natusch Busch teve que se aposentar da vida pública devido à memória de seu terrível governo.
Ele era casado com Elba Rubí.
Em 23 de novembro de 1994 morreu em Santa Cruz de la Sierra, aos 61 anos, após sofrer por muitos anos "uma longa e dolorosa doença" (eufemismo para câncer).